# Ре (община)
Вижте пояснителната страница за други значения на Ре.
Ре (на норвежки: Re) е община във фюлке Вестфол, Норвегия. Създадена е през 2002 г. Административен център е град Реветал.

## Герб
На герба е изобразена жълта стилилизирана звезда върху щит, който е зелен. Петте лъча на тази звезда символизират петте енории. Зеленото изобразява природата.

## История
За последен път в тази област се е състояла битка през 1177 г., описана от исландския поет Снори Стурлусон в сагата Хеймскрингла.